# 혜명 (조선)
혜명(慧明, 1861년 ~ 1937년)은 조선 말기의 승려이다. 호는 혜월, 본관은 예산, 속성은 신씨이다.
11세에 덕산 정혜사에서 승려가 되었다. 1884년 경허에게서 지눌의 《수심경》을 듣고 뜻을 깨달았으며 1901년 성우의 법을 이어받았다. 그 후 도리사·파계사·미타암·통도사 등을 다니며 설법을 하다가, 1921년 부산 선암사 주지가 되어 산지를 개간하였다. 그 후 부산 양안암에서 입적하셨다.